# Tyge Wittrock Böcher
Pour les articles homonymes, voir Bocher.
Tyge Wittrock Böcher (25 octobre 1909 - 15 mars 1983) est un botaniste danois qui fut professeur de botanique à l'université de Copenhague de 1954 à 1979 et spécialiste notamment de phytogéographie. Le professeur Böcher est le fondateur de Flora Europaea. Il laisse plus de 250 publications, livres et articles.

## Hommage
Le genre Boechera lui est dédié.